# Ceratocanthus quadristriatus
Ceratocanthus quadristriatus is een keversoort uit de familie Hybosoridae. De wetenschappelijke naam van de soort is voor het eerst geldig gepubliceerd in 1998 door Paulian & Vaz de Mello.